# Ale plama
Ale plama – polski program rozrywkowy emitowany w telewizji TVN w latach 1998–2004, prowadzony przez satyryków Janusza Rewińskiego i Krzysztofa Piaseckiego. W programie prowadzący komentowali w sposób satyryczny wydarzenia mijającego tygodnia. W 2003 nagrodzony dwukrotnie tytułem „ulubionego programu rozrywkowego”, przyznaną przez czytelników Super Expressu na IV Festiwalu Dobrego Humoru w Gdańsku oraz nagrodą Wiktora. Zdjęty z anteny w wyniku braku porozumienia między autorami programu a producentem co do wysokości honorariów i pory nadawania programu.

## Kontrowersje
22 stycznia 1999 roku prowadzący Janusz Rewiński opisał Komunię Świętą słowami: „Tłoczą się do takiej lady, klękają za nią i wywalają ozory. A ten ksiądz chodzi i wkłada do gęby…”. Wypowiedź była uznawana za kpiny z religii katolickiej. Rzecznik TVP Janusz Cieliszek krytykował Ale plamę za obsceniczne gesty wobec TVP oraz niski poziom programu. Prowadzący natomiast uważali, że są cenzurowani w TVP, co spotkało się z krytyką dziennikarzy. Doniesienia zdementował rzecznik TVP.